# 京都府立南丹高等学校
京都府立南丹高等学校（きょうとふりつ なんたんこうとうがっこう）は、京都府亀岡市馬路町中島に所在する公立の高等学校。

## 設置学科
- 総合学科
  - 人間科学系列
  - スポーツ健康系列
  - ビジネス情報系列
  - テクニカル工学系列
  - 総合知的探究系列（特進クラス）

## 沿革
1979年に普通科と商業科の併置校として開設された。その後、学科改編等を経て、総合学科を設置。 2010年度から普通科は募集を停止。2013年には、総合学科単独校となり、2020年には学区が府下全域に拡大した。
- 1979年4月 - 開校。
- 2010年4月 - 普通科の募集を停止。総合学科に特進コースが設置される。

## 交通
- JR嵯峨野線千代川駅徒歩15分

## 関係者

### 著名な出身者
- 藤村（現・比護）信子（元陸上競技長距離走・マラソン選手、現在は南丹高校陸上部部長）
- 吉田千恵（ミュージカル俳優）
- 荒川浩平（俳優）
- 南江祐生（東京バレエ団ダンサー）

### 教職員
- 難波祐樹（元陸上競技長距離走選手、現在は南丹高校陸上部監督）